# Gian-Andrea Randegger
Gian-Andrea Randegger (* 2. Juni 1986 in Samedan) ist ein ehemaliger Schweizer Eishockeyspieler auf der Position des Verteidigers und linken Flügelstürmers, der zuletzt beim SC Bern in der National League unter Vertrag stand. Er ist der Sohn von FDP-Nationalrat Johannes Randegger. Sein jüngerer Bruder Flurin ist ebenfalls professioneller Eishockeyspieler.

## Karriere
Gian-Andrea Randegger begann 2002 seine Karriere bei den Elite-A-Junioren des HC Davos, für die er bis 2006 spielte. In der Saison 2006/07 gab er sein Debüt in der Nationalliga A für Davos, konnte sich aber nicht auf Dauer einen Stammplatz erkämpfen. Daher absolvierte er neun Spiele für den EHC Chur (NLB).
Zu Beginn der folgenden Spielzeit war er zwar im NLA-Kader der Davoser, kam aber nur zu einem Einsatz. Daher wurde er im September 2007 an den EHC Basel ausgeliehen. Am 3. November 2007 schoss Randegger sein erstes NLA-Tor im Spiel gegen den HC Ambrì-Piotta.
Nach dem Abstieg des EHC Basel wechselte Randegger in die NLB zum SC Langenthal. Nach zwei Jahren dort verliess er den Verein und wurde Anfang August 2010 vom HC Ambrì-Piotta aus der NLA unter Vertrag genommen. Nach einer Spielzeit wechselte Randegger in die Westschweiz zum Genève-Servette HC. Im März 2013 wurde er von den Kloten Flyers für die kommenden zwei Jahre unter Vertrag genommen.
Dieser Vertrag wurde in der Folge nicht verlängert, sodass sich Randegger im März 2015 dem SC Bern anschloss, wobei er ab der Saison 2015/16 spielberechtigt war. Nach der Saison 2017/18 beendete er seine aktive Karriere.

## Erfolge und Auszeichnungen
- 2016 Schweizer Meister mit dem SC Bern
- 2017 Schweizer Meister mit dem SC Bern

## Karrierestatistik
Stand: Ende der Saison 2014/15
(Legende zur Spielerstatistik: Sp oder GP = absolvierte Spiele; T oder G = erzielte Tore; V oder A = erzielte Assists; Pkt oder Pts = erzielte Scorerpunkte; SM oder PIM = erhaltene Strafminuten; +/− = Plus/Minus-Bilanz; PP = erzielte Überzahltore; SH = erzielte Unterzahltore; GW = erzielte Siegtore; 1 Play-downs/Relegation; Kursiv: Statistik nicht vollständig)